# Čujska oblast
Čujska oblast (kirgiski: Чүй областы) je jedna od sedam oblasti u Kirgistanu. Središte oblasti je glavni grad Kirgistana Biškek koji nije dio oblasti neko ima poseban status.

## Zemljopis
Čujska oblast nalazi se u sjevernom Kirgistanu na granici s Kazahstanom. Susjedne oblasti su Talaska na zapadu, Žalalabatska na jugozapadu, Narinska na jugu i Isjakulska‎ na istoku. Oblast je podjeljena na devet okruga. S površinom od 20.200 km² peta je po veličini kirgiška oblast.

## Stanovništvo
Prema popisu stanovništva iz 2009. godine regija je imala 790.438 stanovnika,  dok je prosječna gustoća naseljenosti 39 stan./km2. Prema etničkoj pripadnosti većina stanovništva su Kirgizi koji čine 59,1% stanovništva, Rusi s 20,8% i Dungani s 6,2%.

## Vanjske poveznice
- Službena stranica  Arhivirana inačica izvorne stranice od 29. lipnja 2007. (Wayback Machine)